# 에브리마 다보에
에브리마 다보에(영어: Ebrima Darboe, 2001년 6월 6일 ~ )는 로마에서 임대되어 세리에 B의 프로시노네에서 수비형 미드필더로 뛰고 있는 감비아의 축구 선수이다. 그는 또한 감비아 국가대표팀에서도 뛰고 있다.

## 어린 시절
에브리마 다보에는 감비아의 세레쿤다 지역인 바코테에서 태어났다. 그는 이탈리아의 시칠리아로 항해하기 전, 리비아에 도착하기 전, 14세에 홀로 그의 출생국을 떠나 6개월의 여행 끝에 난민으로 도착했다.
이탈리아에서 다보에는 이탈리아 내무부의 서비스인 SPRARA에 의해 미동반 미성년 이주자로 임명되어 리에티에서 마쳤고, 그곳에서 아마추어 클럽인 영 리에티와 함께 뛰기 시작했다.

## 구단 경력
다보에는 2017년 여름 이탈리아 클럽 로마에 입단하여 2019년 1월, 유소년 팀에서 프리마베라 데뷔를 했다. 다보에는 그 다음 해 7월 18세가 된 후, 로마와 첫 프로 계약을 맺었다. 그는 2019년 10월 27일, 2-1로 이긴 밀란과의 세리에 A 홈 경기에서 사용되지 않은 교체 선수로 출전했다. 다보에는 2020년 10월, 19세 이하 팀에서 첫 골을 넣었고, 그 달 말 캄피오나토 프리마베라에서 추가 득점을 했다.
2021년 5월 2일, 다보에는 프로 데뷔전을 치렀고, 로마가 삼프도리아를 상대로 2-0으로 패한 경기에서 마지막 10분 동안 벤치를 지켰다. 5월 6일, 다보에는 준결승 2차전에서 맨체스터 유나이티드를 상대로 UEFA 유로파리그 데뷔 전을 치렀다. 다보에는 5월 15일 라이벌인 라치오와의 데르비 델라 카피탈레 경기에 출전하여 2000년대에 태어난 최초의 선수가 되었다.
2023년 7월 7일, 다보에는 오스트리아 분데스리가의 LASK로 2023-24년 시즌 임대되었다. 2024년 2월 1일, 이 임대는 중단되었고, 다보에는 세리에 B의 삼프도리아로 임대되었다.

## 국가대표팀 경력
2020년 10월 26일, 로마의 유소년 팀 선수였던 다보에는 톰 상피에 감독에 의해 감비아 국가대표팀에 처음으로 선임되었다. 그는 2021년 6월 6일, 2-0으로 이긴 니제르와의 친선 경기에서 감비아 국가대표팀에 데뷔했다.
다보에는 그의 국가대표팀의 첫 번째 대륙 토너먼트인 2021년 아프리카 네이션스컵에 감비아 선수단으로 선발되어 선풍적인 8강전을 치렀다.

## 수상
- UEFA 컨퍼런스리그 : 2021-2022